# Yitzhak Aharonovich
Yitzhak Aharonovich (né le 22 août 1950) est un homme politique israélien. Il est ministre de la Sécurité publique de mars 2009 à mai 2015.